# Монтичело (Новара)
Монтичело је насеље у Италији у округу Новара, региону Пијемонт.
Према процени из 2011. у насељу је живело 255 становника. Насеље се налази на надморској висини од 134 м.